# Bhalake (K.H.), Khanapur
Bhalake (K.H.) là một làng thuộc tehsil Khanapur, huyện Belgaum, bang Karnataka, Ấn Độ.